# Sphaenothecus toledoi
Sphaenothecus toledoi är en skalbaggsart som beskrevs av Chemsak och Noguera 1998. Sphaenothecus toledoi ingår i släktet Sphaenothecus och familjen långhorningar.
Artens utbredningsområde är Honduras. Inga underarter finns listade i Catalogue of Life.